# Rain, Steam and Speed - The Great Western Railway
Rain, Steam and Speed – The Great Western Railway (Regen, stoom en snelheid - De grote Westerse spoorweg) is een schilderij van de Engelse kunstschilder William Turner, geschilderd in 1844, olieverf op doek, 91 x 121,8 centimeter groot. Het toont een stoomtrein die op volle snelheid, omgeven door mist, regen en rook de Theems oversteekt via de Maidenhead Railway Bridge. Het werk bevindt zich in de collectie van de National Gallery te Londen.

## Context
Turner was een bereisd man. Hij trok zijn leven lang door grote delen van Europa op zoek naar de mooiste locaties, die hij vastlegde in talloze schetsboeken, om ze later deels uit te werken tot schilderijen. Het grootste deel van zijn leven was Turner daarbij aangewezen op oncomfortabele diligences. In 1829 schreef hij een vriend over zijn reis van Parijs naar Rome: 'We hadden het altijd koud en haalden nooit de voorgenomen reisafstand. De stopplaatsen waar we halt hielden ontbrak het aan alles, soms zelfs aan bedden. Op de Mont Carasse en de Mont Tarate moesten we uren bivakkeren bij een kampvuur, terwijl de diligence vastzat in de sneeuw. We moesten tot over onze knieën door de sneeuw lopen om assistentie te halen. Vanaf Foligno zag ik twintig mijlen niets dan sneeuw'.
Vijftien jaar later, toen de inmiddels bijna zeventigjarige Turner zijn Rain, Steam and Speed: The Great Western Railway schilderde, was het reiscomfort door de komst van treinen en spoorwegen enorm verbeterd. Turner deed daar als geen ander zijn voordeel mee en maakte volop gebruik van het nieuwe vervoersmiddel. Zijn fascinatie voor de technologische vooruitgang en de sensatie van kracht en snelheid wordt in het schilderij gesymboliseerd door een atmosferische combinatie te zoeken met een imposante natuur, die niet in staat blijkt de kracht van de vooruitgang te stoppen.

## Afbeelding
Rain, Steam and Speed – The Great Western Railway toont een stoomtrein die op volle snelheid de Theems oversteekt, omgeven door mist, regen en rook. De Great Western Railway was een van de eerste Britse spoorwegmaatschappijen. De locatie van het schilderij is de 'Maidenhead Railway Bridge', gebouwd zes jaar voordat Turner zijn schilderij maakte. De door Isambard Kingdom Brunel ontworpen brug ligt tussen Taplow en Maidenhead en het zicht vanuit het schilderij is vanuit het oosten op Londen.
Turner, die aan het einde van zijn leven steeds experimenteler ging schilderen, geeft het tafereel weer in een wervelende compositie, met in elkaar overvloeiende vegen, die preluderen op het impressionisme. Twee dominante diagonale lijnen trekken het oog direct naar de locomotief. De weergave getuigt van Turners gedrevenheid als kunstschilder, maar ook van zijn technische en compositorische vaardigheid en zijn bijzondere kennis van kleur en licht. Zijn palet is beperkt, voornamelijk bestaand uit blauw-, geel- en bruintonen, hetgeen de eenheid tussen natuur en techniek accentueert.
Het werk ademt een monstrueuze atmosfeer, intrigeert en schrikt af tegelijkertijd. Onder de brug lijkt zich een kolkende oven te bevinden en vanuit de vlammen ontstijgen demonische patronen, geesten welhaast, die de als een duizendpoot vooruitschietende trein tevergeefs proberen te grijpen. Diverse details benadrukken het impressieve karakter van het tafereel. De lichten voor op de locomotief lijken op het eerste oog twee paarden te zijn die een wagen voorttrekken. Nauwelijks zichtbaar probeert vlak voor de onstuitbare trein een haas nog te ontkomen. Links beneden op de rivier zitten twee nietige figuren in een roeiboot.
Turner probeert in Rain, Steam and Speed – The Great Western Railway het overweldigende karakter van de natuur te koppelen aan techniek en machinerie. Daarmee beperkt hij de klassieke romantische notie van het sublieme niet langer tot natuurlijke verschijnselen, maar strekt het uit tot door mensen gemaakte objecten, als om de goden te tarten. De vraag rijst wat ons het meest zou moeten beangstigen: de verwoestende kracht van de natuur of de negatie ervan door de moderne techniek.
Turners schilderij werd voor het eerst geëxposeerd bij de Royal Academy in 1844, hoewel het mogelijk al iets eerder was gemaakt. Thans bevindt het zich in de collectie van de National Gallery te Londen.